# Tutrakan Peak
Tutrakan Peak är en bergstopp i Antarktis. Den ligger i Sydshetlandsöarna. Argentina, Chile och Storbritannien gör anspråk på området. Toppen på Tutrakan Peak är 810 meter över havet.
Terrängen runt Tutrakan Peak är kuperad åt nordost, men åt sydväst är den bergig. Havet är nära Tutrakan Peak österut. Trakten är glest befolkad. Närmaste befolkade plats är St. Kliment Ohridski Base, 15,0 kilometer väster om Tutrakan Peak. 